# Liste tschechischer Astronomen

## A
- Jiří Alter; Journalist, Astronom (13.03.1891 – 30.10.1972)
- Pavel Andrle; Mathematiker, Astronom, Kosmologe (01.09.1936 – 28.11.1991)
- Karel Anděl; Astronom, Kartograph, Pädagoge (28.12.1884 – 17.03.1948)
- František Augustin; Meteorologe, Astronom, Geograf (24.05.1846 – 01.12.1908)

## B
- Martin Bacháček z Nauměřic; Mathematiker, Astronom, Geograf, Pädagoge (?.11.1541 – 16.02.1612)
- Antonín Ballner; Astronom (1900 – 06.07.1972)
- Daniel Basilius z Deutschenberka; Astronom, Professor, Rechtsanwalt (1585–1626)
- Bohumil Bečka; Astronom (1853 – 25.06.1908)
- Antonín Bečvář; Astronom, Meteorologe (10.06.1901 – 10.01.1965)
- Arthur Beer; Astronom, Seismologe, Redakteur (28.06.1900 – 1981)
- Josephus Bergmann; Mathematiker, Astronom, Professor, Jesuit (28.11.1723 – 1825)
- Ladislav Beneš; Kartograph, Astronom (26.11.1882 – 03.11.1968)
- Wilhelm von Biela; Astronom (19.03.1782 – 18.02.1856)
- Adam Bittner; Mathematiker, Astronom (19.10.1777 – 03.08.1844)
- Joseph Georg Böhm; Mathematiker, Astronom (27.03.1807 – 29.01.1868)
- Záviš Bochníček; Astronom, Pädagoge (20.04.1920 – 23.02.2002)
- Jiří Borovička; Astronom (*16.01.1964)
- Jan Bouška; Geophysiker, Professor (25.11.1908 – 1978)
- Jan Bedřich Breiner; Astronom, Domherr (1583–1638)
- Lev Bufka; Geophysiker, Astronom (15.04.1925 – 15.11.1986)
- Emil Buchar; Astronom, Pädagoge (04.08.1901 – 20.09.1979)
- Marek Bydžovský z Florentýna; Sternbeobachter, Mathematiker, Historiker (1540–1612)

## C
- Jaroslav Císař; Astronom (-)
- Petr Codrcillus z Tulechova; Mathematiker, Astronom, Dichter, Pädagoge (24.02.1533 – 26.10.1589)
- Alexio Leopold Čabak; Astronom, Optiker (28.03.1685 – 22.11.1757)

## D
- Joseph Salomo Delmedigo; Astronom, Arzt, Mathematiker, Philosoph, Rabin (16.06.1591 – 16.10.1655)
- Arnošt Dittrich; Physiker, Astronom (23.07.1878 – 15.12.1959)
- Prokop Diviš; Wissenschaftler, Meteorologe, Priester (1698–1765)

## E
- Mojmír Eliáš; Astronom, Geologe (01.07.1932 – 23.09.2002)
- Vilém Erhart; Optiker, Astronom (04.04.1914 – 16.01.1996)

## F
- Václav Fabri z Budějovic; Astronom, Mathematiker, Theologe, Arzt
- Pavel Fabritius z Lauban; Astronom, Geodät (1519–1588)
- František Fischer; Astronom (30.08.1886 – 10.11.1966)
- Jan Franta; Astronom (388251913 – 16.03.1978)
- Erwin Fritz Finlay-Freundlich; Astronom, Pädagoge (29.05.1885 – 24.07.1964)
- Jan Frič; Physiker, Unternehmer (13.02.1863 – 21.01.1897)
- Josef Jan Frič; Physiker, Unternehmer (12.03.1861 – 10.09.1945)

## G
- Vilém Gajdušek; Optiker, Professor (16.04.1895 – 22.01.1977)
- David ben Solomon Gans; Rabin, Historiker, Sternbeobachter (04.01.1541 – 13.08.1613)
- Gustav Gruss; Astronom, Pädagoge (?.08.1854 – 22.09.1922)
- Marcel Grün; Astronom (*20.11.1946)
- Jiří Grygar; Astronom (*17.03.1936)
- Vladimír Guth; Astronom (03.02.1905 – 24.06.1980)

## H
- Bohumil Hacar; Mathematiker, Astronom, Pädagoge (09.02.1886 – 09.03.1974)
- Tadeáš Hájek z Hájku; Astronom, Arzt, Botaniker (01.10.1525 – 01.09.1600)
- Franz Ignatz Cassian Hallaschka, (tschechisch František Ignác Kassián Halaška); Physiker, Astronom, Geograf (10.07.1780 – 12.07.1847)
- Gallus Havel ze Strahova; Astronom, Mathematiker, Arzt (1300 – )
- Václav Vladimír Heinrich; Astronom, Pädagoge (07.09.1884 – 30.05.1965)
- Petr Heinzel, Astronom, Pädagoge (* 1950)
- Kamil Hornoch (*05.12.1972)
- Karl Hornstein; Astronom, Pädagoge (07.08.1824 – 22.12.1882)
- Zdeněk Horský; Historiker, Astronom (11.03.1929 – 08.05.1988)
- Ivan Hubený; Astronom (*05.06.1948)

## K
- František Kadavý; Astronom (12.11.1896 – 06.05.1972)
- Jiří Kaván; Astronom, Mathematiker (03.02.1877 – 30.03.1933)
- Wenceslas Pantaleon Kirwitzer; Missionar, Astronom (09.10.1588 – 22.05.1626)
- Bohumil Kladivo; Geophysiker, Astronom, Pädagoge (24.06.1888 – 08.02.1943)
- Josip Kleczek; Sonnenphysiker, Astronom, Autor (22.02.1923 – 05.01.2014)
- Johannes Klein; Mechaniker, Konstrukteur astronomischer Uhren (25.08.1684 – 15.01.1762)
- Josef Klepešta; Astronom (04.06.1895 – 12.07.1976)
- Petr Kodicyll z Tulechova; Professor (1533–1589)
- Luboš Kohoutek; Astronom (*29.01.1935)
- Jan Amos Komenský; Pädagoge, Philosoph (28.03.1592 – 15.11.1670)
- Zdeněk Kopal; Astronom, Pädagoge (04.04.1914 – 23.06.1993)
- Miloslav Kopecký; Astronom (04.05.1928 – 04.11.2006)
- Lenka Kotková; Astronomin (*26.07.1973)
- Karel Koutský; Mathematiker, Astronom, Pädagoge (21.10.1897 – 02.07.1964)
- Arthur Kraus; Astronom, Sportler (1854 – 21.03.1930)
- Karl Kreil; Meteorologe, Astronom (04.11.1798 – 21.12.1862)
- Jakub Filip Kulík; Mathematiker, Astronom (01.05.1793 – 28.02.1863)
- Vojtěch Václav Kubeš; Astronom (29.11.1817 – 27.08.1895)
- Zdeněk Kvíz; Astronom, Pädagoge (04.03.1932 – 21.08.1993)
- Josip Kleczek; Astronom (*22.02.1923 – 05.01.2014)

## L
- Petr Lála; Astronom (*12.10.1942)
- Josef Langer; Mathematiker und Astronom (25.12.1650 – 19.03.1711)
- Václav Láska; Mathematiker, Geophysiker, Astronom, Meteorologe, Pädagoge (24.08.1862 – 27.07.1943)
- František Link; Astronom, Pädagoge (15.08.1906 – 28.09.1984)
- Joseph Johann von Littrow; Astronom (13.03.1781 – 30.09.1840)
- Ladislav Lukeš; Astronom (05.02.1916 – 15.11.1957)
- Cyprián Lvovický ze Lvovic; Astronom, Astrologe (1514 – 25.05.1574)

## M
- Adolf Mach; Mathematiker, Astronom (1857 – 23.03.1918)
- Jan Marci z Kronlandu; Physiker, Mathematiker, Arzt, Professor (1595–1667)
- Bohuslav Mašek; Astronom, Schriftsteller, Redakteur, Übersetzer (01.12.1868 – 29.28.1955)
- Vilémovský Matyáš z Brné; Astronom, Pädagoge (1432–1493)
- Johann Gregor Mendel; Genetiker (22.07.1822 – 06.01.1884)
- Josef Mikuláš Mohr; Astronom, Pädagoge (26.11.1901 – 16.12.1979)
- Zdeněk Moravec; Astronom (-)
- Josef Morstadt; Astronom, Meteorologe, Kartograph (14.02.1797 – 07.08.1869)
- Antonín Mrkos; Astronom (27.01.1918 – 29.03.1996)

## N
- František Nábělek; Astronom, Pädagoge (03.03.1852 – 29.10.1915)
- Vincenc Nechvíle; Astronom (20.03.1890 – 05.07.1964)
- Milan Neubauer; Astronom, Meteorologe (09.03.1923 – 08.05.1989)
- Václav Němeček (Astronom); Mathematiker, Physiker, Astronom, Pädagoge (1881 – 27.08.1937)
- Karel Novák; Astronom, Angestellter (24.11.1887 – 11.06.1958)
- Bohumila Nováková; Astronom, Physiker (07.02.1904 – )
- František Nušl; Astronom, Optiker, Mathematiker, Pädagoge (03.12.1867 – 17.09.1951)

## O
- Otto Obůrka; Mathematiker, Astronom, Pädagoge (30.04.1909 – 28.12.1982)
- Bedřich Onderlička; Astronom (1923–1994)
- Jan Ondřejův, gen. Šindel; Astronom, Mathematiker, Arzt, Professor, Rektor (1375–1456)
- Samuel Oppenheim; Astronom, Pädagoge (19.11.1857 – 15.08.1928)
- Egon von Oppolzer; Astrophysiker, Pädagoge (13.10.1869 – 15.06.1907)
- Karel Herrmann Otavský; Rechtsanwalt, Offizier, Astronom (14.03.1905 – 29.10.1987)

## P
- Václav Pacovský z Pacova; Astronom, Mathematiker, Pädagoge (1436 – 22.01.1513)
- Vladimír Padevět; Astronom (* 1940)
- John Parish von Senftenberg; Kaufmann, Astronom (23.02.1774 – 1858)
- Šimon Partlic ze Špicberka; Mathematiker, Astronom, Pädagoge, Übersetzer (1588–1640)
- Luboš Perek; Astronom, Pädagoge (26.07.1919 – ≤17.09.2020)
- Alois Peřina; Professor, Astronom (27.07.1897 – 14.12.1976)
- František Pešta; Astronom, Buchhalter (03.03.1905 – 13.11.1982)
- Miroslav Plavec; Astronom, Professor (*07.10.1925)
- Bedřich Polák; Astronom (03.01.1909 – 17.10.1988)
- Bohumil Polesný; Astronom, Professor (23.09.1905 – 20.11.1976)
- Christian von Prachatitz; Astronom, Mathematiker, Theologe und Arzt; Hochschullehrer (1360–1439)
- Ladislav Pračka; Astronom (27.03.1877 – 09.12.1922)
- Jan Praetorius Richter; Mathematiker, Astronom (1537 – 27.10.1616)
- Petr Pravec; Astronom (*17.09.1967)
- Adalbert Prey; Astronom, Geophysiker, Pädagoge (16.10.1873 – 22.12.1949)
- Jaroslav Procházka; Astronom, Pädagoge (17.04.1907 – 05.01.1975)
- Vladimír Ptáček; Astronom (14.07.1920 – 20.02.2001)
- Oldřich Prefát z Vlkanova; Schriftsteller, Mathematiker, Astronom und Reisender (12.05.1523 – 26.08.1565)

## R
- Karel Raušal; Astronom, Pädagoge, Kaufmann (16.06.1906 – 19.03.1983)
- Mikuláš Reimarus Ursus; Mathematiker, Geometriker, Astronom (1530 – 15.08.1600)
- Bavor Rodovský z Hustiřan; Astronom, Alchimist (1526–1592)
- Václav Rosický; Physiker, Astronom, Stenograph (28.09.1850 – 08.02.1929)
- Antonín Rükl; Astronom, Kartograph, Autor (1932 – )

## S
- Josef Sadil; Astronom, Publizist (19.03.1919 – 19.01.1971)
- Jan Sallaba; Astronom, Mathematiker, Geometriker, Pädagoge (23.10.1775 – 21.07.1827)
- Zdeněk Sekanina; Astronom (1936 -)
- Otto Seydl; Astronom (05.05.1884 – 15.02.1959)
- August Johann Friedrich Seydler; Physiker, Astronom, Pädagoge (01.06.1849 – 22.06.1891)
- Jan Sitar; (-)
- Franz Ernst Schaffgotsch; Mathematiker, Astronom (26.12.1743 – 27.03.1809)
- Arthur Scheller; Astronom, Pädagoge (03.05.1876 – 23.09.1929)
- Augustin Schindler; Advokat, Astronom, Meteorologe (22.09.1766 – 17.06.1848)
- Bengamin Schlayer; Priester, Mathematiker, Pädagoge, Astronom (08.11.1620 – 23.01.1670)
- Karel Slavíček; (1678–1735)
- Hubert Slouka; Astronom (06.02.1903 – 14.09.1973)
- František Soják; Pädagoge, Astronom, Kartograph (05.10.1900 – 13.01.1970)
- Rudolf Spitaler; Astronom, Geophysiker, Pädagoge (07.01.1859 – 1946), Österreicher, in Prag tätig
- Pavel Spurný; Astronom (*22.01.1958)
- Valentin Stansel; Jesuit, Pädagoge, Mathematiker, Missionar, Astronom (1621 – 18.12.1705)
- Ignác Florus Stašek; Astronom, Physiker, Pädagoge (27.11.1782 – 01.05.1862)
- František Steinhart; Astronom (-)
- Joseph Stepling; Priester, Mathematiker, Pädagoge, Astronom (29.06.1716 – 11.07.1778)
- Antonín Strnad; Astronom, Mathematiker (10.08.1746 – 23.09.1799)
- Růžena Studničková; Astronom, Publizist (1873 – 14.04.1957)
- Jindřich Svoboda; Astronom, Mathematiker, Pädagoge (13.07.1884 – 12.05.1941)
- Josef Sýkora; Astronom, Pädagoge (1870–1944)
- Vojtěch Šafařík; Chemiker, Pädagoge, Astronom (26.10.1829 – 02.07.1902)
- Jan Šindel; Astronom, Mathematiker (1370–1443)
- Zdislav Šíma; Astronom, Historiker
- Maria Antonín Šírk z Rejty; Astronom, Optiker (1597–1660)
- Jindřich Šilhán; Astronom, Pädagoge (16.10.1944 – 10.04.2000)
- Jaromír Široký; Astronom, Pädagoge (12.07.1930 – 07.03.1993)
- Milan Rastislav Štefánik; Astronom, General, Politiker (21.07.1880 – 04.05.1919)
- Bohumil Šternberk; Astronom, Pädagoge (21.01.1897 – 24.03.1983)
- Jaroslav Štych; Astronom (13.09.1881 – 04.01.1941)
- Mikuláš Šúd ze Semanína; Astronom (1490 – 23.04.1557)
- Zdeněk Švestka; Astronom (1925 -)

## T
- Jan Táborský z Klokotské Hory; Schreiber, Komponist, Astronom, Verwalter (1500–1572)
- Jan Tesárek; Priester, Physiker, Astronom, Pädagoge (09.12.1728 – 22.06.1788)
- František Tesař; Arzt, Mathematiker, Astronom, Physiker (14.09.1818 – 1902)
- Jana Tichá; Astronomin (1965 -)
- Miloš Tichý; Astronom (1966 -)

## U
- Edvard Unckhrechtsberg; Priester, Domherr, Astronom (19.07.1795 – 30.03.1870)

## V
- Zdeňka Vávrová; Astronomin (-)
- Vladimír Vanýsek; Astrophysiker, Pädagoge (08.08.1926 – 28.07.1997)

## W
- Ladislav Weiner; Astronom, Pädagoge (13.02.1848 – 12.11.1913)
- Marek Wolf; Astronom (-)

## Z
- Jan Zahrádka z Radkova; Mathematiker, Rektor, Astronom, Humanist (18.11.1501 – 02.04.1557)
- Ivo Zajonc; zoolog, astronom (*27.06.1933)
- Jaroslav Zdeněk; Mathematiker, Professor, Astronom (03.04.1837 – 09.07.1923)
- Václav Žatecký Vacher; Mathematiker, Astronom (1470–1520)
- Pavel Žídek; Arzt, Theologe, Astronom (1413–1471)